# Yakup Satar
Yakup Satar (Península da Crimeia, 11 de março de 1898 – Esquixequir, Turquia, 2 de abril de 2008) é considerado como o último sobrevivente turco da Primeira Guerra Mundial. Ele faleceu com 110 anos e 22 dias.

## Vida
Nascido na Crimeia, Satar se juntou ao exército do Império Otomano em 1915. Em 23 de fevereiro de 1917, foi feito prisioneiro pelos britânicos na Segunda Batalha de Kut, na campanha de Bagdá. Libertado após o fim da guerra, Satar serviu nas forças de Mustafa Kemal Atatürk na Guerra da Independência da Turquia, que durou de 1919 a 1923.
Pouco antes de completar 110 anos, ele foi tratado de uma pequena infecção em um hospital militar antes de ser liberado para casa, onde morava com sua filha no distrito de Seyitgazi, em Esquixequir. Ele morreu logo após completar 110 anos.
Suas memórias da Guerra da Independência e sua vida cotidiana, juntamente com as de outros dois veteranos, Ömer Küyük e Veysel Turan, são retratadas no documentário Son Buluşma (2007) (em inglês:  The Last Meeting) de Nesli Çölgeçen.